# Муляр, Дмитрий Сергеевич
Дми́трий Серге́евич Муля́р (род. 26 августа 1972) — российский актёр театра и кино. Заслуженный артист Российской Федерации (2023).

## Биография
Дмитрий Муляр родился 26 августа 1972 года в городе Карачеве Брянской области. Решение поступить в творческий ВУЗ и учиться на актёра созрело в нём в старших классах школы, но с первой попытки он не смог поступить, хотя одновременно пробовал поступить во все театральные ВУЗы Москвы.
В 1990 году со второй попытки он поступил в Высшее театральное училище им. Щукина на курс Ю. П. Любимова.
После окончания Щукинского училища в 1994 году, был зачислен в труппу Театра на Таганке.
Дебютировал в главной роли в спектакле «Подросток» по роману Ф. Достоевского.
Дмитрий Муляр — один из ведущих актёров Таганки.

## Творчество

### Роли в театре

#### Театр на Таганке
- «Мастер и Маргарита» М. А. Булгакова — Бездомный (ввод), Мастер[2]
- «Тартюф» Мольера — Дамис (ввод)
- «Дом на набережной» Ю. В. Трифонова — Антон (ввод)
- «Борис Годунов» А. С. Пушкина — Феодор Годунов
- 1996 — «Подросток» Ф. М. Достоевского — Аркадий Долгорукий
- 1997 — «Братья Карамазовы» Ф. М. Достоевского — Алёша Карамазов
- 1998 — «Шарашка» А. И. Солженицына — Нержин, Шагов
- 1998 — «Марат и маркиз де Сад» Петер Вайс — Дюпре
- 2000 — «Театральный роман» М. А. Булгакова — Максудов-Николка-Мольер
- 2000 — «Евгений Онегин» А. С. Пушкина — Онегин
- 2000 — «Хроники» Шекспира — Генрих VI
- 2001 — «Сократ / Оракул» Константин Кедров, Юрий Любимов — Платон
- 2002 — «Фауст» Иоганн Гёте — Мальчик, Валентин, Бакалавр

#### Другие театры
- 2002 — «С. Есенин и А. Дункан». Режиссёр: Л. Сабитова — Есенин (Театр Л. Сабитовой)

### Роли в кино
- 1994 — Серп и молот — эпизод
- 1999 — Что сказал покойник — фотограф-эксперт датской полиции
- 1999 — Борис Годунов — Фёдор Годунов
- 2000 — Марш Турецкого (1 сезон) «Убийство на Неглинной», фильм 1 — криминалист
- 2000 — Каменская («Убийца поневоле») — сержант милиции Николай Малушкин
- 2001 — Не покидай меня, любовь — Сергей, сын Геннадия Кисунько
- 2001 — Дальнобойщики (16-я серия «Свой бизнес») — дежурный
- 2001 — Фитиль (выпуск № 413, новелла «Дефолт») — приятель Егорыча
- 2002 — Шарашка — Нержин, Шагов
- 2002 — Черёмушки
- 2004 — Рагин — Хоботов
- 2004 — Мелюзга — Астреин
- 2004 — Золотая голова на плахе — Сергей Есенин
- 2004 — Воры и проститутки. Приз — полёт в космос — Евгений Михайлов в молодости
- 2005 — Космос как предчувствие — Юрий Гагарин
- 2005 — Золотой телёнок — Никита Пряхин
- 2005 — Доктор Живаго — молодой хирург
- 2005 — Даша Васильева. Любительница частного сыска-4 («Домик тётушки лжи», фильм 2) — Геннадий Кристаллинский
- 2005 — Голова классика — Иголкин
- 2005 — Большое зло и мелкие пакости — Женя Первушин
- 2006 — Сыщики (серия «Кильки в томате») — Вадим Тереков, Георгий Тереков (братья-близнецы)
- 2006 — Последний бронепоезд (Россия, Беларусь) — майор Щербань
- 2006 — В круге первом — шофёр с Лубянки
- 2007 — Юнкера — подпоручик Михин
- 2007 — Завещание Ленина — следователь
- 2007 — Громовы. Дом надежды — Василий Майоров, участковый милиционер
- 2007 — Бухта пропавших дайверов — Шевцов Александр Николаевич, старший лейтенант милиции
- 2007 — 07-й меняет курс — Леонид Рыбиков, второй пилот
- 2008 — Смерть шпионам. Крым (Россия, Украина) — старший лейтенант Василий Кошкин
- 2009 — Шёпот оранжевых облаков — Сергей
- 2009 — Путь домой — опер
- 2009 — Правила угона (Россия, Украина) — Валерий Лыткин
- 2009 — Любовь до востребования — Дима
- 2009 — Государыня и разбойник — Емельян Пугачёв
- 2009 — Вторые — майор Серов
- 2010 — Последняя минута («День рождения», 5-я серия) — бывший муж
- 2010 — Московский дворик — Николай Зотов
- 2010 — Медвежий угол — Олег, журналист
- 2010 — Была любовь — Михаил, редактор газеты «Московская комсомолка», шеф Ирины
- 2010 — Бриллианты. Воровство (короткометражный) — продавец в ювелирном магазине
- 2011 — УГРО — Максим Макаров
- 2011 — Жила-была одна баба — Александр Антонов
- 2011 — Сердце Марии — Юрий Дорогин
- 2011 — Забытый — Александр Арзамасцев
- 2011 — Ласточкино гнездо — Саша Дёмин, работник МЧС, друг Иды
- 2011 — Наш космос (документальный фильм) — Юрий Алексеевич Гагарин
- 2012 — Однажды в Ростове — Алексей Семёнович Милованов, дознаватель КГБ
- 2012 — Без следа (серия № 15) — Сергей Савин, он же Дмитрий Кедров
- 2012 — Синдром дракона — Александр Нелин, он же Анатолий Авдеев
- 2013 — Территория — Фурдецкий
- 2013 — Уравнение любви — Виталий
- 2013 — Сердце врага — Максим
- 2013 — Пираньи — следователь
- 2013 — Не женское дело — Евгений Красовский
- 2014 — С чего начинается Родина — Олег Сергеевич Гордовский
- 2015 — Обратная сторона Луны 2 — Пётр Алябьев, марсонавт, Герой Советского Союза
- 2016 — Ищейка (серия № 13) — майор полиции Хабарцев
- 2016 — Экипаж — Александр Пивнев, командир экипажа «Ан-12»
- 2016 — Ледокол — Владимир Сафонов, сотрудник КГБ
- 2016 — Поцелуев мост — Виктор
- 2017 — С пяти до семи — майор с контузией
- 2017 — Мешок без дна — гриб
- 2017 — Икра — Олег Хоркин, полковник КГБ
- 2017 — Территория — Смелов, полковник ФСБ
- 2018 — Декабристка — Алексей Константинович Левицкий, адвокат
- 2018 — Вокально-криминальный ансамбль — Андрей Васильевич Сергиенко («Библиотекарь»)
- 2018 — На краю — Алексей Васильевич Гордеев, майор военной авиации, лётчик
- 2019 — Алекс Лютый — Сергей Михайлович Вернигор, редактор советского издательства «Воениздат» (в 1975 году)
- 2019 — Правда — Андрей Петрович Филин, капитан полиции, следователь
- 2020 — Беспринципные — Савва
- 2020 — Сержант — Анатолий Петрович Черняев, полковник ФСБ
- 2021 — Потерянные — Виктор Иванович Елисеев
- 2021 — Крюк — Виктор Сергеевич
- 2021 — Выжившие — полковник, командир воинской части
- 2022 — Закрыть гештальт — Юркевич
- 2023 — Расправляя крылья — Шаров, следователь
- 2023 — Цербер — Пермяков, врач
- 2024 — Каждый мечтает о собаке — отец Юрки
- 2024 — Красный 5 — Данилов
- 2023—2024 — Шифр — полковник Шмелёв, начальник милиции

## Признание и награды
- XI Российский кинофестиваль литературы и кино, Гатчина — 2005 — приз за лучшую мужскую роль в фильмах «Рагин» и «Золотая голова на плахе»[1].
- Международная литературная премия имени Сергея Есенина «О Русь, взмахни крылами…» в номинации «Кино, театр, телевидение» за воплощение образа Сергея Есенина в фильме «Золотая голова на плахе»[3][4].
- VII международный кинофестиваль «Новый горизонт», Воронеж — 2013 — приз за лучшую мужскую роль в фильме «Происшествие».
- Lady Filmmakers Film Festival, Лос-Анджелес — 2020 — номинация «Лучший актёр», за роль в фильме «Saviour Angel».
- Заслуженный артист Российской Федерации (9 июня 2023 года) — за большой вклад в развитие отечественной культуры и искусства, многолетнюю плодотворную творческую деятельность[5].